# Karl Schmalfuß

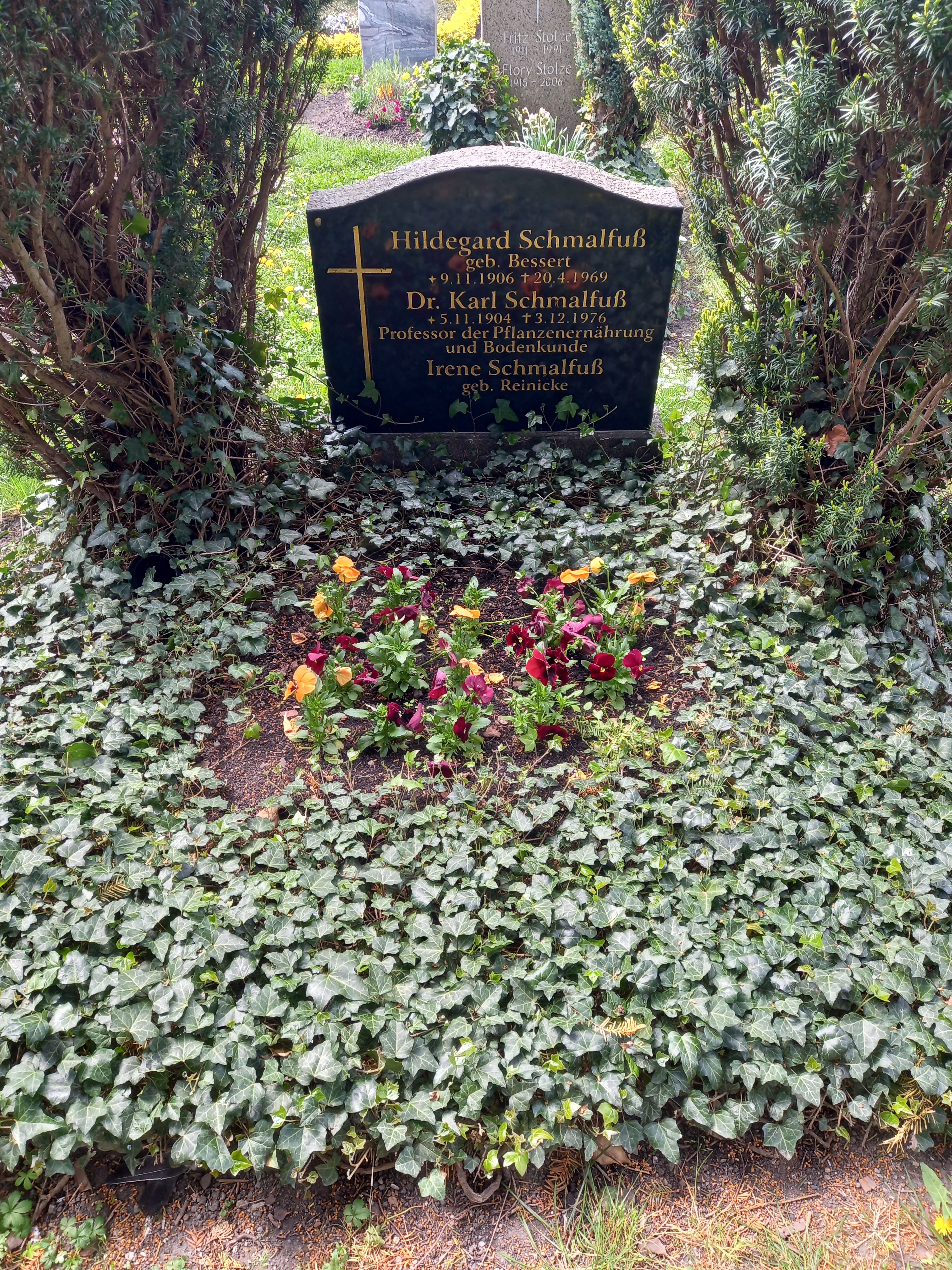
Das Grab von Karl Schmalfuß und seiner ersten Ehefrau Hildegard geborene Bessert auf dem evangelischen Laurentiusfriedhof in Halle

Karl Schmalfuß (* 5. November 1904 in Wedruschitz bei Saaz, Österreich-Ungarn; † 3. Dezember 1976 in Halle (Saale)) war ein deutscher Agrikulturchemiker und Bodenkundler.

## Leben und Wirken
Karl Schmalfuß, Sohn eines Landwirts, studierte seit 1924 Landwirtschafts- und Naturwissenschaften an der Universität Halle (Saale) und promovierte dort 1930 an der Naturwissenschaftlichen Fakultät mit der Dissertation „Untersuchungen über die interkalare Wachstumszone an Glumifloren und dikotylen Blütenschäften“. Nach mehrjähriger Tätigkeit als wissenschaftlicher Assistent in Halle, Marburg und Berlin habilitierte er sich 1935 in Berlin mit einer Arbeit über die physiologische Rolle des Kaliums in der Pflanze. 1936 wurde er in Berlin zum Dozenten ernannt. Zum 1. Dezember 1938 trat er der NSDAP bei. 1942 folgte er einer Berufung an die Reichsuniversität Posen, wo er 1943 als Professor für Pflanzenernährung und Bodenbiologie mit der Leitung des Instituts für Pflanzenernährung und Bodenbiologie beauftragt wurde.
1945 kehrte Schmalfuß an die Universität Halle zurück. Er übernahm die Leitung des Instituts für Pflanzenernährung und Bodenbiologie, das er alsbald in Institut für Pflanzenernährung und Bodenkunde umbenannte. Dieses Institut leitete er als Direktor bis zu seiner Emeritierung im Jahre 1969.
Das wissenschaftliche Hauptinteresse von Schmalfuß galt den physiologischen Problemen in der Pflanzenernährung, insbesondere dem Eiweiß- und Kohlenhydratstoffwechsel und der Fettsynthese. Weitere Forschungsschwerpunkte waren Probleme der Humusbildung im Boden und die damit im Zusammenhang stehenden Fragen der Stickstoffumsetzung. Neben physiologischen Experimenten führte Schmalfuß auch umfangreiche Felddüngungsversuche durch. Deren Ergebnisse erbrachten neue Erkenntnisse zum Problem der Bodenfruchtbarkeit und wurden richtungweisend für den praktischen Düngereinsatz im Rahmen industriemäßiger Produktionsmethoden in der Landwirtschaft der DDR. 
Bis zu seiner Emeritierung führte Schmalfuß 22 seiner Schüler zur Promotion. Von seinen eigenständigen Publikationen ist das Studienbuch "Grundlagen der allgemeinen Botanik" (1943) hervorzuheben. Als seine bedeutendste wissenschaftliche Lebensleistung gilt das vorbildlich konzipierte Lehrbuch "Pflanzenernährung und Bodenkunde". Das erstmals 1947 erschienene Werk erlebte bis 1969 elf Auflagen.

## Ehrungen und Auszeichnungen
- 1953 Mitglied der Deutschen Akademie der Naturforscher (Leopoldina)
- 1953 Nationalpreis II. Klasse für Wissenschaft und Technik[3]
- 1954 Mitglied der Sächsischen Akademie der Wissenschaften zu Leipzig
- 1959 Ehrendoktorwürde der Landwirtschaftlichen Fakultät der Karl-Marx-Universität Leipzig
- 1960 Vaterländischer Verdienstorden in Silber
- 1964 Erwin-Baur-Medaille.

## Bücher und Schriften (Auswahl)
- Untersuchungen über die interkalare Wachstumszone an Glumifloren und dikotylen Blütenschäften. Dis. Naturwiss. Fak. Halle 1930. - Zugl. in: Flora Bd. 124, 1930, S. 333–366.
- Das Kalium. Eine Studie zum Kationenproblem im Stoffwechsel und bei der Ernährung der Pflanze. Verlag Datterer & Co. München 1936 = Naturwissenschaft und Landwirtschaft H. 19. - Zugl: Habil.-Schr. Univ. Berlin 1936.
- Grundlagen der allgemeinen Botanik. Verlag Trowitzsch und Sohn Frankfurt/Oder 1943 = Soldatenbriefe zur Berufsförderung, Sammelband Nr. 110. - 2. Aufl. S. Hirzel Verlag Stuttgart 1948.
- Pflanzenernährung und Bodenkunde. S. Hirzel Verlag Leipzig 1947; 2. Aufl. 1948; 3. Aufl. 1950; 4. Aufl. 1951; 5. Aufl. 1952; 6. Aufl. 1953; 7. Aufl. 1955; 8. Aufl. 1958; 9. Aufl. 1963; 10. Aufl. 1966, 11. Aufl. 1969.
- Über Fettbildung in Pflanzensamen. S. Hirzel Verlag Leipzig. - Zugl. in: Sitzungsberichte der Deutschen Akademie der Landwirtschaftswissenschaften zu Berlin Bd. 3, H. 15, 1954.
- Einige systematische Untersuchungen zum Problem der Bodenfruchtbarkeit. Abhandlungen der Sächsischen Akademie der Wissenschaften zu Leipzig, Mathematisch-Naturwissenschaftliche Klasse Bd. 45, H. 5, 1956.
- Der Feldversuch "Ewiger Roggenbau"  in Halle. In: Die Phosphorsäure Bd. 17, 1957, S. 133–143.
- Die geochemische Bedeutung des Stickstoffs unter besonderer Berücksichtigung der landwirtschaftlichen Produktion und der Dünger. In: Handbuch der Pflanzenphysiologie, Springer-Verlag Berlin-Göttingen-Heidelberg, Bd. 8, 1958, S. 1128–1146.